# Konrad Cohn
Konrad Cohn (* 24. Februar 1866; † 4. Mai 1938 in Berlin) war ein deutscher  Schulzahnarzt in Berlin.

## Leistungen
Cohn war ein Pionier in der Entwicklung der Schulzahnpflege unter anderem im Zentralkomitee für Zahnpflege in den Schulen (1909) und als Lehrbeauftragter für soziale Zahnheilkunde an der Universität Berlin (1919). Er setzte sich dafür ein, die Schulzahnpflege als einen Teil der allgemeinen Schulgesundheitspflege unter der Leitung von den Städten, Landkreisen und kommunalen Verbänden zu etablieren.
1933 wurde er wegen seiner jüdischen Herkunft von seinem Dienst an der Hochschule suspendiert.

## Auszeichnungen
In Würdigung seiner Verdienste wurde nach ihm der Konrad Cohn-Hörsaal der Alten Zahnklinik an der Charité Berlin benannt.

## Schriften
- Kursus der Zahnheilkunde. Ein Hilfsbuch für Studierende und Zahnärzte.  Fischer’s Medicin, Berlin 1911
- Die Schulzahnpflege in Deutschland und die Tätigkeit des Deutschen Zentralkomitees für Zahnpflege in den Schulen. Reichsdruckerei, Berlin 1927